# Onizuka (chanson)
Pour les articles homonymes, voir Onizuka.
Singles de PNL
Naha
(2016) Bené
(2017)
Pistes de Dans la légende
Uranus
(14) Jusqu'au dernier gramme
(16)
Onizuka est une chanson du groupe de rap français PNL, sortie le 4 novembre 2016. Elle est le cinquième extrait de leur second album Dans la légende. Le titre est certifié single de diamant.

## Historique
Dans la lignée de ce qui a été fait avec les autres singles, la date et l'heure de sortie du single sont annoncés à l'avance sur les réseaux sociaux.

## Paroles
Comme pour la plupart des chansons de PNL, les paroles sont marquées par une succession d'aphorismes, concentrés autour de plusieurs thèmes prédominants. Son titre est une référence au personnage principal du manga GTO, Eikichi Onizuka.

## Classement hebdomadaires
| Classement (2016)       | Meilleure position |
| ----------------------- | ------------------ |
| France (SNEP Streaming) | 1                  |
| France (SNEP)           | 17                 |

## Certification
| Région                                                                                                 | Certification | Ventes/Streams |
| --- | ------------- | -------------- |
| France (SNEP)                                                                                          | Diamant       | 35 000 000*    |
| *Ventes selon la certification ^Mise en rayon selon la certification xNon précisé par la certification |               |                |